# Регионални етнографски музеј у Пловдиву
Регионални етнографски музеј у Пловдиву (буг. Регионален етнографски музей в Пловдив) је други по величини (у Бугарској) специјализовани музеј за етнографију с утемељеном научно-образовном делатношћу. Музеј је привлачан центар за културни туризам.
Налази се у Кујумџијевој кући (буг. Куюмджиева къща) – споменику културе од националног значаја.

## Историја
Прва идеја за оснивање етнографског музеја датира још од краја 1891. године. Четврт века након предлога Стоја Шишкова (буг. Стою Шишков), локална администрација решила је да оснује Окружни музеј. Његов основни циљ био је сакупљање материјала у вези са прошлошћу и садашношћу Пловдивског региона у историјском, економском, уметничком и фолклорном смислу.
У Окружној палати (Општина Пловдив) је 22. јануара 1917. сазвано веће на којем је одлучено „да се одлуком Извршног одбора оснује Окружни музеј“. Правилник музеја је одобрен 20. јула 1918. године и у складу с њим музеј почиње с радом под управом директора – Јордана П. Георгијева (буг. Йордан П. Георгиев) и секретара – Стоја Н. Шишкова.
Следи период сакупљања, сликања и промоције музеја. Током 1930. године експоната у овом музеју било је преко 500.
Током 1931. и 1932. године, упркос аргументованом противљењу Стоја Шишкова, из економских разлога администрација пребацује део експоната у Народну библиотеку и музеј у Пловдиву.
Од 1938. године, на иницијативу градоначелника Божидара Здравкова, музеј се налази у Кујумџијевој кући, изабраној за Општинску кућу-музеј.
Музеј је 14. октобра 1943. године отворен за посете. Током 1949. Општинска кућа-музеј је преименована у Народни етнографски музеј. Године 1952. отворена је стална изложба, у потпуности обновљена 1962. године.

## Кујумџијева кућа
Кујумџијева кућа, која је данас Етнографски музеј, налази се поред старе Хисар-капије у Старом граду. Сазидао ју је мајстор хаџи Георгије Станчовски између 1846. и 1847. године и она носи име по свом власнику – богатом пловдивском трговцу Аргиру Хр. Кујумџиоглуу. Он је био истакнути члан абаџијског еснафа и сувласник трговачке фирме у Бечу. Због своје величине Кујумџијева кућа постала је позната и као „Царска кућа“. 
Грађевина се простире на површини од око 570m² и састоји се из два дела – централног стамбеног и надоградње. Око централне дворане налазе се четири просторије – по једна у сваком углу. Собе су уметнички украшене, а врата и долапи су покривени дуборезачким радовима. Посебно оригинална и шаролика је предња фасада. У дворишту се налази шадрван, а у југозападном углу – мали осматрачки еркер, тј. „трачара”. Може се рећи да ова кућа представља процват барока у Пловдиву у 19. веку. Проглашена је за споменик културе.
На почетку 19. века, Аргир Кујумџиоглу купује велики плац са старом грађевином од Јанакија Грујева. Године 1900. Општина одлучује да је сруши. Отприлике тада (1899–1902) на том месту се налазио пансион за девојке. Зграда је касније реновирана и постала је радионица за израду шешира. Трговац Антонио Коларо је купује 1930. године и убрзо је претвара у складиште за дуван. Осам година касније држава конфискује сву његову имовину због неплаћених пореза и даје је Општини. Захваљујући градоначелнику Божидару Здравкову, она је 1938. проглашена за кућу-експонат и 1939. је реновирана да би била претворена у Градски етнографски музеј. Године 1949. Општинска кућа-музеј је променила назив у Народни етнографски музеј. Три године касније је отворена стална поставка, обновљена 1962. Данас је у шест фондова у Етнографском музеју изложено преко четрдесет хиљада експоната.

## Изложба
На изложби је представљена традиција Тракије, Родопа и Средњогорја још из периода Препорода. У сталној изложби земљорадња и сточарство су приказани као основни начин живота становника овог региона. Од традиционалних заната у музеју су представљени сукнарство, гајтанџијство, грнчарство, производи од бакра и ковачки занат. Златарска радионица је изложена са целим инвентаром. Представљен је део колекције накита, традиционалне народне ношње, тканине, ћилими, музички инструменти и обредни реквизити. Представљен је и градски начин живота.

## Редовни догађаји
- Међународни фестивал камерне музике[1] је фестивал годишњих концерата класичне камерне музике на отвореном, који се одржавају од 10. до 20. јуна.
- Ноћ музеја и галерија је фестивал током којег су све културне институције у граду отворене целе ноћи. Одржава се од 2005. године, по немачком моделу.
- Недеља заната је недеља у току које се у дворишту Етнографског музеја представља преко 40 заната. Спроводи се од 2007. до данас. Учествују људи из целог света, а између осталог – иконописци, ножари, оружари, кујунџије, ткачи, дрвостругари, дрворезбари, произвођачи музичких инструмената, капа, лутака, цртане свиле, украшених јаја, витража, плетива и веза и др.
- Међународни бијенале „Мајстори карикатуре“ – се одржава у Пловдиву од 2006. године.
- Дан мајстора је дан током ког се обавља ритуал у свом изворном облику, познат још из доба Препорода, а поводом празника Светог Спиридона. Тог дана се шегрти унапређују у звање мајстора и уручују се сведочанства новим мајсторима у музеју.